# Al Fida
Al Fida (arabiska: الفداء) är ett arrondissement i Casablanca i Marocko. Antalet invånare var 158 667 vid folkräkningen 2014.